# Faidra (Racine)
Faidra (fr. Phèdre) je nejznámější tragédie francouzského dramatika Jeana Racina. Její děj se odehrává ve starověkém Řecku. Premiéra se konala 1. ledna 1677.

## Děj
Král Théseus se podruhé ožení s mladou dívkou Faidrou, jeho syn Hippolytos to těžce snáší. Faidra je však do Hippolyta zamilovaná, ale snaží se své city potlačit. Faidra se dovídá o tom, že Theseus v cizině zahynul. Rozhodne se Hippolytovi vyznat ze svých citů, ale ten její návrhy odmítá. Nabídne mu, že se s ním podělí o athénský trůn. Theseus však mrtvý není a vrací se z ciziny. Faidřina chůva mu poví, že se Hippolytos pokusil zneuctít Faidru. Theseus ho okamžitě vyžene z domu. Poté se ještě obrací k bohům, aby potrestali zločin. Faidra si uvědomuje, že byl Hippolytos nařknut neprávem, vypije jed, ale předtím se ještě přiznává Theseovi, že byl oklamán. „Snažil jsem se učinit Faidru méně odpuzující než je v antických tragédiích. Ve skutečnosti není vinna ani zcela bez viny, z vůle osudu a hněvu bohů, stává se obětí nepravé vášně, která v ní samé probudí ošklivost.“

## Online dostupné dílo
- RACINE, Jean. Faidra. Překlad Jindřich Hořejší. Praha: Pokrok, 1926. 92 s. Dostupné online.